# Estilangio
Estilangio (en griego antiguo: Στυλλάγγιον)  o Estilangión (Στυλλάγιον) fue una antigua ciudad griega del distrito de Trifilia, perteneciente este a la región de Élide. Estaba emplazada al norte de la cordillera del Kaiaphas.
Estilangio se rindió  junto a otras ciudades trifilias a Filipo V de Macedonia en la Guerra Social (200-217  a. C.).
Se ha ubicado su emplazamiento de manera provisional cerca de la moderna ciudad de Gríllos.